# بالمر تايلور
بالمر تايلور هي متزلجة كندية، ولدت في 13 سبتمبر 1992 في ويلاند في كندا.

## وصلات خارجية
- بالمر تايلور على موقع أوليمبيديا (الإنجليزية)